# Supernormal
Supernormal es una serie española de 2021 original de Movistar+ protagonizada por Miren Ibarguren. Está creada por Olatz Arroyo y Marta Sánchez. Fue estrenada en Movistar+ el 9 de julio de 2021. y renovada por una segunda temporada que se estrenó al completo el 26 de enero de 2023. La cocreadora Olatz Arroyo confirmó que la serie no continuaría más allá de estas dos temporadas.

## Sinopsis

### Primera temporada
«Las líneas que separan el trabajo y todo lo demás no existen: Patricia (Miren Ibarguren) se lleva el trabajo a casa y la familia a la oficina. Es inteligente, divertida, leal, tierna, ambiciosa e insoportablemente exigente. Su marido Alfonso (Diego Martín), hijos y empleados la adoran y odian a partes iguales. Patricia no conoce límites, pero cuando se los salta y la imaginación no basta para solventar los problemas, su secretaria Marisol (Gracia Olayo) y su familia serán imprescindibles para apañar soluciones».

## Reparto

### Principales
- Miren Ibarguren como Patricia Picón
- Diego Martín como Alfonso
- Gracia Olayo como Marisol
- Bárbara Goenaga como Isabel «Isa» Picón

con la colaboración especial de
- Marta Fernández Muro como Rosario (T1-2)
- Joaquín Reyes como Manuel Grande Cantón (T1-2)
- María Esteve como María Jesús (T1-2)
- Martina Klein como Concha Feilún
- Dani Piqueras como Víctor Corrado
- Dafne Fernández como Miriam (T1)
- Llum Barrera como Lali (T1-2)
- Sara Escudero como Pediatra
- Alexandra Jiménez como Pitu (T2)

### Secundarios
- Peter Vives como Mauro (T1-2)
- Usun Yoon como Imelda (T1-2)
- Lucía Delgado como Carlota
- Manu Hernández
- Mauro Muñiz de Urquiza
- Guillermo Ortega como Juan Carlos
- Mariona Terés como Gabi (T1-2)
- Lola Casamayor como Leonor
- Hugo Alejo como Rodrigo
- Ana Merchante como La Jefa
- Luna Fulgencio como Jimena
- Nico Rossi como Bosco
- Pablo Moro Coleto como Nico
- Richard Collins Moore como Jack Smith
- Cesc Casanovas como Joan
- Juanjo Pardo
- Inma Isla como Charo
- Juanma Cifuentes como Andrés (T2)

## Episodios

### Temporada 1 (2021)
| N.º en serie | N.º en temp. | Título               | Dirigido por           | Escrito por                  | Fecha de lanzamiento original |
| ------------ | ------------ | -------------------- | ---------------------- | ---------------------------- | ----------------------------- |
| 1            | 1            | «El día de la madre» | Emilio Martínez-Lázaro | Olatz Arroyo y Marta Sánchez | 9 de julio de 2021            |
| 2            | 2            | «La mujer del año»   | Emilio Martínez-Lázaro | Olatz Arroyo y Marta Sánchez | 9 de julio de 2021            |
| 3            | 3            | «La muralla china»   | Emilio Martínez-Lázaro | Olatz Arroyo y Marta Sánchez | 9 de julio de 2021            |
| 4            | 4            | «Jack Smith»         | Emilio Martínez-Lázaro | Olatz Arroyo y Marta Sánchez | 9 de julio de 2021            |
| 5            | 5            | «Sierra Nevada»      | Emilio Martínez-Lázaro | Olatz Arroyo y Marta Sánchez | 9 de julio de 2021            |
| 6            | 6            | «Dulce Navidad»      | Emilio Martínez-Lázaro | Olatz Arroyo y Marta Sánchez | 9 de julio de 2021            |

### Temporada 2 (2023)
| N.º en serie | N.º en temp. | Título            | Dirigido por       | Escrito por                                          | Fecha de lanzamiento original |
| ------------ | ------------ | ----------------- | ------------------ | ---------------------------------------------------- | ----------------------------- |
| 7            | 1            | «Bola de partido» | Vicente Villanueva | Olatz Arroyo y Marta Sánchez                         | 26 de enero de 2023           |
| 8            | 2            | «Santo remedio»   | Vicente Villanueva | Olatz Arroyo y Marta Sánchez                         | 26 de enero de 2023           |
| 9            | 3            | «La comunión»     | Vicente Villanueva | Olatz Arroyo y Marta Sánchez                         | 26 de enero de 2023           |
| 10           | 4            | «El 'Dream Team'» | Vicente Villanueva | Olatz Arroyo y Marta Sánchez                         | 26 de enero de 2023           |
| 11           | 5            | «La inauguración» | Vicente Villanueva | Olatz Arroyo y Marta Sánchez y Sergio V. Santesteban | 26 de enero de 2023           |
| 12           | 6            | «El ave fénix»    | Vicente Villanueva | Olatz Arroyo y Marta Sánchez                         | 26 de enero de 2023           |